# Cydzownik

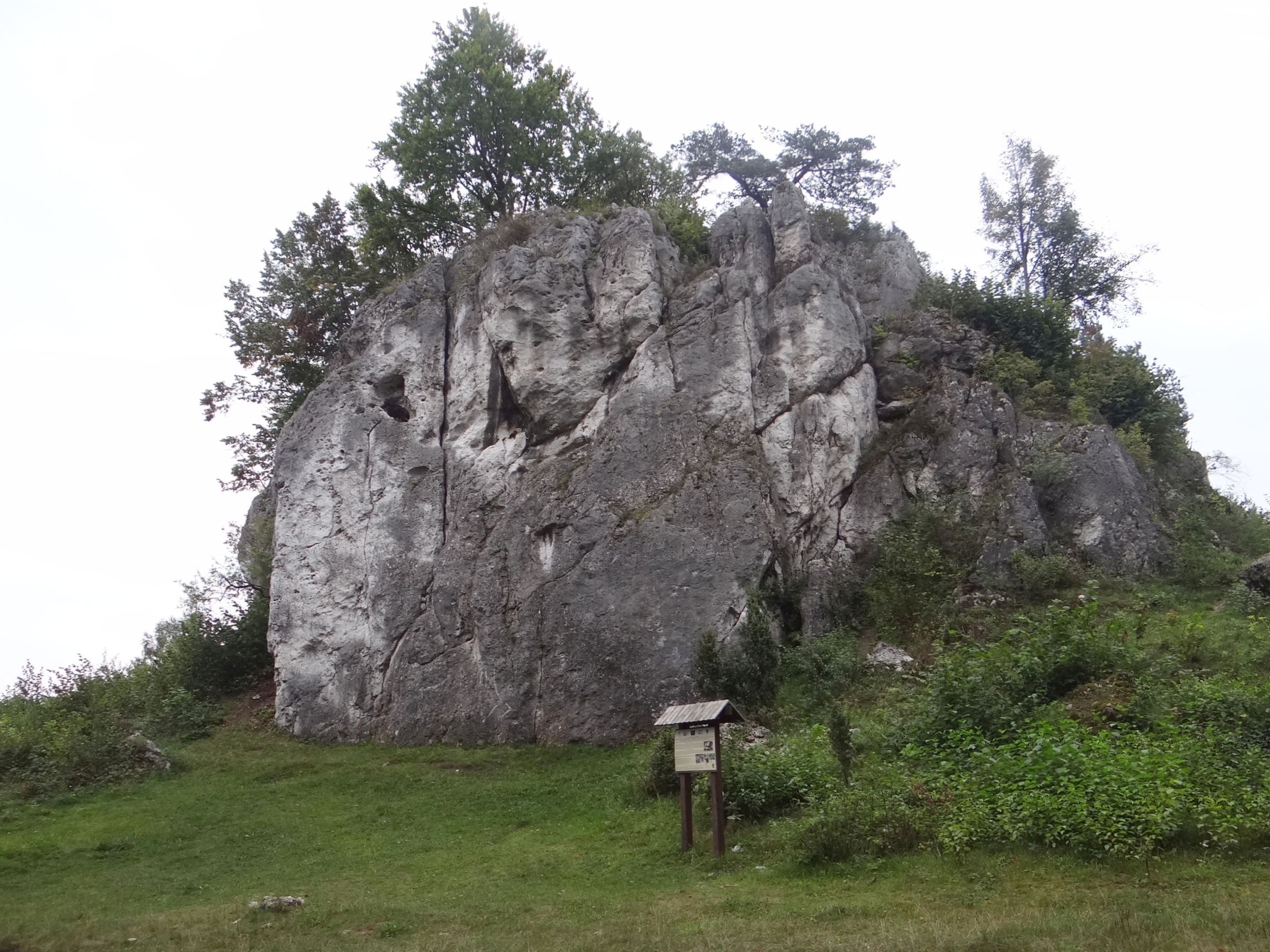

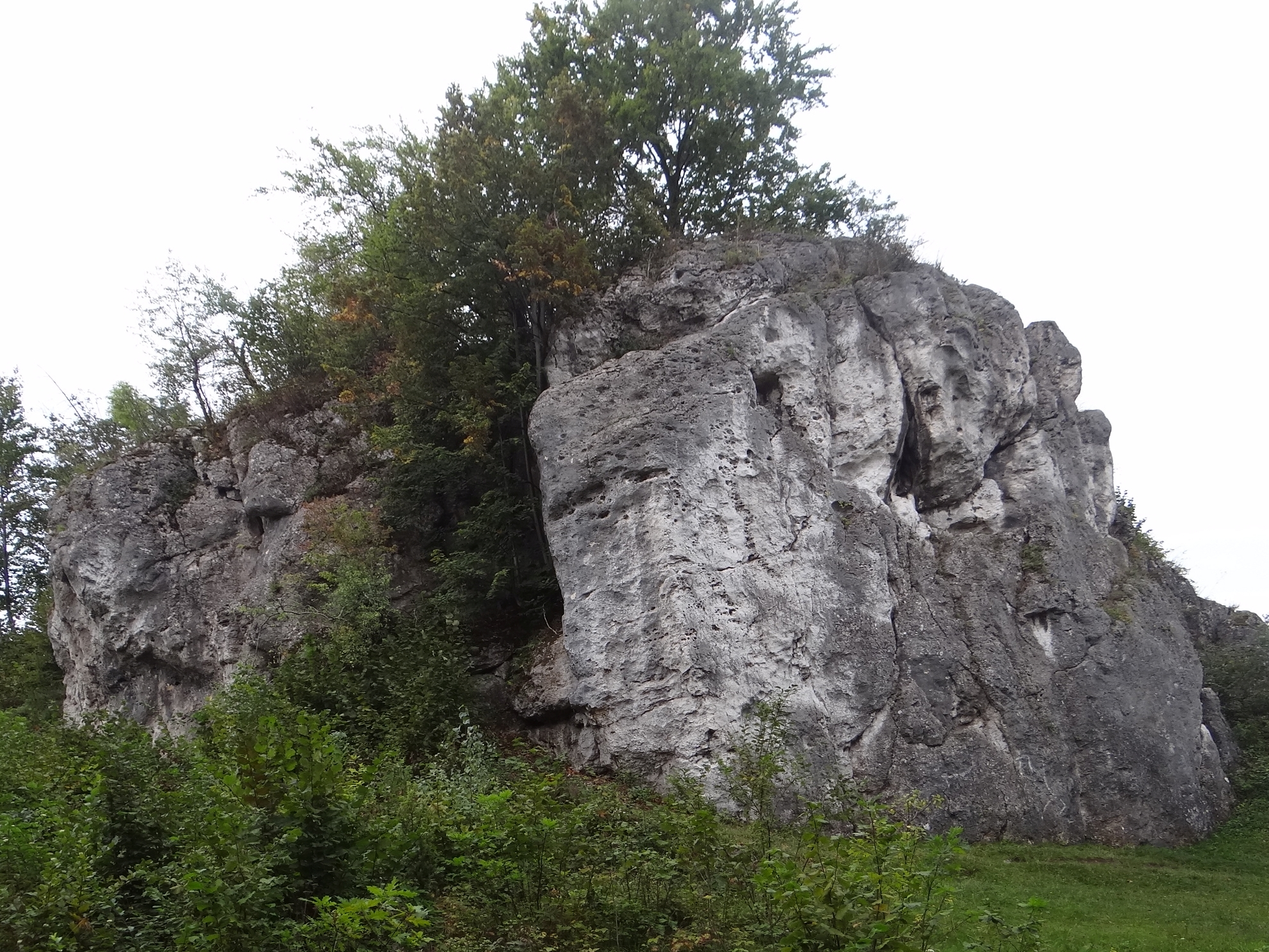

Cydzownik – skała na Wyżynie Częstochowskiej, we wsi Piaseczno w województwie śląskim. Znajduje się na niewielkiej polanie. Zbudowana jest z wapienia, ma wysokość 10–14 m, ściany połogie, pionowe z kominami, filarami i zacięciami. Uprawiana jest na niej wspinaczka skalna.
Obok skały biegnie Szlak Orlich Gniazd – odcinek z Żerkowic do Zamku w Morsku. Przy skale umieszczono tablicę informacyjną.

## Drogi wspinaczkowe
Jest 16 dróg wspinaczkowych o trudności od IV+ do VI.4 w skali Kurtyki. Prawie wszystkie mają zamontowane stałe punkty asekuracyjne: ringi (r) i stanowisko zjazdowe (st). Ściany wspinaczkowe o wystawie północnej, północno-zachodniej i zachodniej.
Cydzownik I
1. Filar Cydzownika; 5r + st, 13 m
2. Piwna płyta; 5r + st, VI.2+, 13 m
3. Ryska Profosa; 6r + st, VI.1, 13 m
4. Wyprost sinusoidy; V, 13 m
5. Sinusoida; 1r + st, 13 m
6. Czarny okap; 6r + st, VI.1+, 13 m
7. Parcie na pęcherz; 5r + st, V+, 14 m
8. Trzy ruchy, worek suchy; 6r + st, VI.2+, 13 m
9. Piwo z rana jak śmietana; 5r + st, VI.1, 13 m
10. Oświecenie; 7r + st, VI.3, 13 m
11. Zawieszeni na drzewie; 6r + st, VI.1 13 m[3].

Cydzownik II
1. Fi larum; 3r + st, VI.3, 10 m
2. Nie wyrwę się; 3r + st, VI.4, 10 m
3. Projekt; 5r, 10 m
4. Fiszek; 4r + st, VI.2+, 12 m
5. Baranie jaja; 4r + st, VI+/1, 12 m[3].